# Mošeja Sidija Darghuta
Mošeja Sidija Darghuta (arabsko جامع درغوت باشا), znana tudi kot Jama Sidi Darghut, je sunitska islamska mošeja, ki stoji v Tripolisu v Libiji. Okrog leta 1560 jo je zgradil Dragut na mestu hospitalne cerkve, katere deli so bili vključeni v mošejo. Mošeja je bila med drugo svetovno vojno poškodovana, nato pa so jo popravljali, vendar obnova ni bila povsem zvesta prvotni zasnovi.

## Zgodovina
Mošeja Sidija Darghuta je bila zgrajena leta 1560 po naročilu osmanskega guvernerja Draguta, kmalu po ponovnem zavzetju Tripolisa leta 1551 iz rok vitezov hospitalcev. Na mestu mošeje je bila prej cerkev ali kapela Hospitalcev. Cerkev je preživela obleganje leta 1551 in Dragut osebno si je to lokacijo izbral za gradnjo svoje mošeje. Po lokalnem izročilu je bila cerkvena stavba ohranjena nedotaknjena in vključena v mošejo. Potem ko je bil Dragut med napadom na hospitalce med velikim obleganjem Malte leta 1565 ubit, so njegovo truplo odpeljali v Tripolis in ga pokopali v mošeji.
Iskander paša je v zgodnjem 17. stoletju izvedel številne spremembe na mošeji, vključno s predelavo minareta in gradnjo hamama (ali vsaj obnovo obstoječega).
Nadzorništvo za spomenike in izkopavanja je leta 1921 opravilo natančen pregled najdišča. V 1920-ih je bila stavba obnovljena. Med drugo svetovno vojno je bila stavba bombardirana, osrednji del (nekdanja cerkev) pa je bil močno poškodovan. Rekonstrukcijska dela je izvedel Ali Mohamed Abu Zaian, obnovljena mošeja pa vsebuje številne razlike od prvotne stavbe.
Oboroženi moški so med državljansko vojno v Libiji leta 2014 večkrat poskušali vandalizirati mošejo, a bili odbiti.

## Arhitektura
Mošeja Sidija Darghuta je bila prva mošeja v osmanskem slogu, zgrajena v Tripolisu. Stavba ima molitveno dvorano v obliki črke T, ki ima tloris podoben mošejam v Anatoliji. Cerkev hospitalcev je bila majhna pravokotna stavba z lesenimi tramovi, ki so podpirali ravno streho, in ko so jo preuredili v mošejo, so na obeh straneh prvotne stavbe dodali nova krila. Mošeja je postavljena znotraj trapezoidnega ograjenega prostora, ki vključuje druge objekte, vključno s pokopališčem.
Molilnica ima streho, ki jo je prvotno sestavljalo 27 majhnih kupol (32 po povojni obnovi). Ta element je značilen za tradicionalno libijsko arhitekturo, kasneje pa je postal pogost element v mošejah, zgrajenih na tem območju. Mošeja vključuje dva mihraba, v bližini enega od njih pa so številne grobnice, vključno z grobnico Draguta in njegove družine. Mošeja vključuje tudi vodnjak za umivanje (znan kot midha) in minaret, ki ga je leta 1602 predelal paša Iskander.